# Joseph Ayo Babalola
Joseph Ayodele Babalola (* 25. April 1904 in Ilofa; † 1959 in Efon Alaaye) war ein nigerianischer Prediger und Evangelist und Gründer der Christ Apostolic Church.

## Leben
Babalola wurde am 25. April 1904 in einer kleinen Ortschaft bei Ilofa (Nigeria) geboren. Sein Vater war aktives Mitglied der Church Mission Society (CMS), der Missionsorganisation der anglikanischen Kirche in Nigeria. Er begann eine Ausbildung als Automechaniker und arbeitete später beim Straßenbau. Babalola erzählt von einer Berufungsvision, beginnend am 25. September 1928, die in einem dreimaligen Ruf Gottes gipfelte, der ihn unterwies, in die Welt hinauszugehen und zu predigen. Er gab daraufhin seine Arbeit auf und zog mit einer Glocke, einer Flasche Wasser und der Bibel in der Hand los, um auf öffentlichen Plätzen zu predigen und zu prophezeien. Nachdem er zunächst als Unruhestifter unter Arrest gestellt wurde, erregte er zunehmend Interesse, als seine Prophezeiungen eintrafen und Menschen nach seiner Fürbitte Heilung von Krankheiten erfuhren. Nachdem Babalola mit Unterstützung seines Vaters einen Gebetskreis innerhalb der CMS eingerichtet hatte, der wegen der dortigen Wunder und Heilungen, von denen man sich erzählte, stark besucht war, kam es zu Konflikten mit der Kirchenleitung. Der anglikanische Bischof in Ilofa wies Babalola schließlich an, die Kirche zu verlassen.
Im Jahr 1930 verließ Babalola Ilofa und ging auf Einladung von Pastor Odubanjo, einem der Leiter des pfingstkirchlich ausgerichteten Faith Tabernacle nach Lagos. Hier wärmstens aufgenommen, brachte er das Faith Tabernacle innerhalb kürzester Zeit zu großer Popularität. Den Höhepunkt bildete ein zweimonatiges Revival, eine Evangelisationsveranstaltung, noch im gleichen Jahr, während der Tausende geheilt oder zum Christentum konvertiert sein sollen. Im Vorfeld dieses Revivals wurde Babalola eine Totenauferweckung zugeschrieben, die für ein entsprechendes öffentliches Interesse an dieser Veranstaltung sorgte. Das Revival führte zu Spannungen mit den Missionskirchen, die das Faith Tabernacle unseriöser Praktiken beschuldigten, die den Kirchen schadeten und kranke Menschen in Gefahr brächten. Ebenfalls kam es zu Konflikten mit Anhängern traditioneller Kulte, nachdem Babalola einen „Hexenbaum“ niederbrannte.
Rivalitäten innerhalb der Führung sowie dogmatische Streitigkeiten über Fragen wie Kindertaufe, Polygamie, Geistheilung versus Schulmedizin führten 1939 zu einer Spaltung des Faith Tabernacle. Die Fraktion unter Babalola gründete eine eigene Organisation, die ab 1943 den Namen Christ Apostolic Church (CAC) trug. Die CAC, die vor allem nach Babalolas Tod einen erheblichen Zuwachs an Mitgliedern und finanziellen Mitteln verzeichnete, ist heute eine der bedeutendsten charismatischen Kirchen in Nigeria und Westafrika.
Verschiedene Missionsreisen führten Babalola durch ganz Nigeria sowie nach Ghana. Sein offensives Auftreten gegenüber den traditionellen Kulten sowie dem Islam brachten ihm mehrmals eine Ausweisung und Haft ein. Gegen Ende seines Lebens kritisierte er verschärft den Einfluss der westlichen Zivilisation auf Afrika, die er als materialistisch und unmoralisch verdammte. Die CAC sieht in ihm einen Apostel, der für sie auf gleicher Stelle wie die Apostel Petrus und Paulus steht.